# Evanescence EP
Evanescence EP je prvi EP alternativne rock skupine Evanescence. Kao i Sound Asleep EP veoma je rijedak; napravljeno je samo 100 primjeraka. Na omotu albuma je slika skulpture Anđeo Žalost koju je izradio Wiliam Wetmore Story. 

## Popis skladbi
1. "Where Will You Go"(EP verzija)- 3:55
2. "Solitude" - 5:46
3. "Imaginary"(EP verzija) - 4:01
4. "Exodus" - 3:04
5. "So Close" - 4:30
6. "Understanding" - 7:23
7. "The End" - 1:59